# Tecteu
Tecteu (en llatí Tectaeus, en grec antic Τεκταῖος) va ser un escultor grec al que sempre es menciona juntament amb Angelió (Τεκταῖος καὶ Ἀγγελιων).
Els dos van ser deixebles de Dipè i Escil·lis, i mestres de Cal·ló d'Egina. Van florir a l'entorn de la meitat del segle vi aC (cap al 548 aC) i són de la darrera part del període escultòric conegut per dedalià (de Dèdal).
Pausànias menciona una obra dels dos escultors, un Apol·lo que es trobava a Delos. Atenàgores els atribueix també una estàtua d'Àrtemis, però no és gaire segur. Algunes monedes àtiques reprodueixen la imatge de l'Apol·lo de Delos.